# När dammet har lagt sig
När dammet har lagt sig (danska: Når støvet har lagt sig) är en dansk dramaserie från 2020. Serien är skapad av Dorte W Høgh och Ida Maria Rydén, som även skrivit manus. För regin svarar Milad Alami, Stinna Lassen, Jeanette Nordahl och Iram Haq. Den första säsongen består av 10 avsnitt. I Sverige började serien sändas på SVT1 och SVT play i april 2020. 

## Handling
Serien handlar om hur livet för åtta personer, som lever helt olika liv, påverkas i samband med ett terrorattentat i Köpenhamn. 
De åtta individer som man får följa är, justitieminister Elisabeth (Karen-Lise Mynster), rörmokaren Morten (Jacob Lohmann), 85-årige Holger (Henning Jensen) som bor på ett vårdhem, hemlösa Ginger (Katinka Laerke Petersen), sångerskan Lisa (Malin Crépin), nioåriga Marie (Viola Martinsen), frisören Jamal (Arian Kashef) och kocken Nikolaj (Peter Christoffersen).

## Rollista i urval
- Karen-Lise Mynster - Elisabeth Hoffmann, justitieminister
- Lotte Andersen - Stina Frennerslev, Elisabeths fru
- Hadi Ka-Koush - Fashad Hassan, justitieministers rådgivare
- Marina Bouras - Justitieministeriets departementschef
- Flemming Enevold - Hans-Jacob Bundgaard, statsminister
- Ken Vedsegaard - Bisgaard, folketingsledamot
- Jacob Lohmann - Morten Dalsgård, rörmokare
- Julie Agnete Vang - Camilla Dalsgård, Mortens fru
- Elias Budde Christensen - Albert Dalsgård, deras son
- Kaya Toft Loholt - Rose Dalsgård, deras dotter
- Malin Crépin - Lisa Karlsson, svensk sångerska
- Magnus Krepper - Stefan, svensk musikproducent, Lisas sambo
- Arian Kashef – Jamal, frisör
- Peter Christoffersen – Nikolaj, kock
- Filippa Suenson – Louise Petersen, ensamstående mor, servitris
- Viola Martinsen – Marie, Louises dotter
- Katinka Lærke Petersen – Ginger, hemlös
- Henning Jensen – Holger Frennerslev, Stinas far
- Rikke Bilde – Annika Kruse, Gingers skilda syster
- Adam Brix – Philip, Annikas exmake